# Гаґенський заочний університет
Гаґенський заочний університет (нім. Fernuniversität in Hagen) — єдиний державний вищий навчальний заклад в Німеччині, земля Північний Рейн-Вестфалія, що спеціалізуються тільки на дистанційній освіті. Навчання здійснюється на німецькій мові. Головним завданням університету є міжнародна спрямованість викладання, навчання та досліджень.

## Історія
Університет засновано в 1974 році, на трьох факультетах тоді навчалося 1330 студентів. У 1979 році був створений Факультет правничих наук. В даний час він є найбільшим вищим навчальним закладом Німеччини з чисельністю студентів понад 80 000 осіб, 8 ‰ з них — іноземці, що дає можливість отримати академічну вищу освіту дистанційно.

## Навчання
Навчання в університеті засновано на концепції Blended Learning, що об'єднує письмові навчальні матеріали, мультимедійні засоби навчання та аудиторні заняття, що дозволяє зробити навчання максимально гнучким. Уже тривалий час Гаґенський університет використовує власну платформу «Віртуального університету», за допомогою якої здійснюється навчання, комунікація та адміністрування навчального процесу. Крім базових бакалаврських та магістерських програм університет пропонує заочні курси для подальшого здобуття ступеня кандидата (Promotion) і доктора наук (Habilitation).

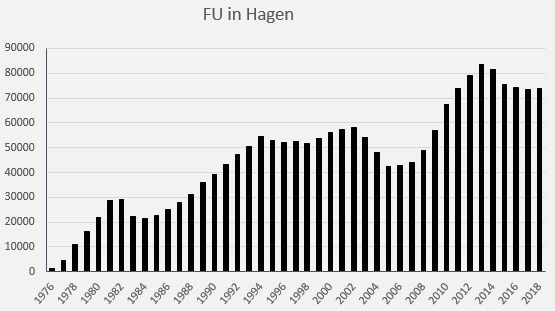
Кількість студентів з 1976 по 2016 рік

### Факультети
Всього в університеті чотири факультети:
- Факультет гуманітарних і соціальних наук[15];
- Факультет математики та інформатики[16];
- Факультет правничих наук[17];
- Факультет економічних наук[18].

Кожен факультет складається в свою чергу з великого числа кафедр, інститутів та предметних областей. Однією з головних структурних складових Гаґенського заочного університету є кілька десятків регіональних центрів дистанційного навчання, розташованих як у Німеччині так і за кордоном.

## Персоналії
- Вольфганг Клемент — німецький політик, міністр економіки та праці у другому уряді Герхарда Шредера з 2002 по 2005.
- Йоганнес Рау — Федеральний президент Німеччини з 1 липня 1999 по 30 червня 2004.
- Мохаммед ібн Рашид аль-Мактум — прем'єр-міністр та віце-президент Об'єднаних Арабських Еміратів, правитель (емір) Дубаю.

### Відомі випускники

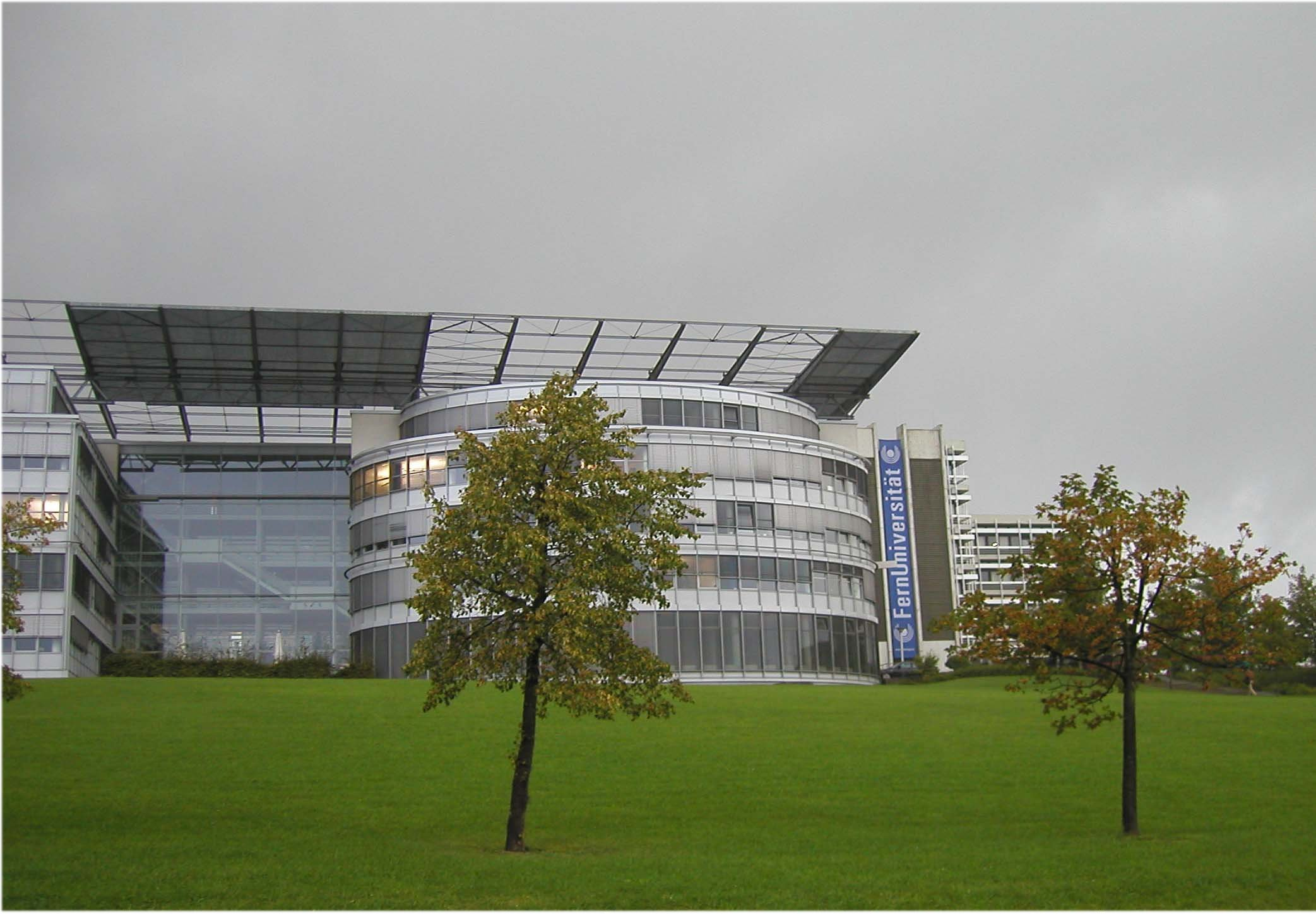
Комп'ютерний науковий центр університету

- Віола фон Крамон-Таубадель — німецький політик, депутат Бундестагу від Союзу 90 — Партії зелених з 2009 по 2013 роки.
- Ганс-Петер Фрідріх — німецький політик, міністр внутрішніх справ Німеччини з березня 2011 року по грудень 2013 року. Член баварського Християнсько-соціального союзу, депутат Бундестагу з 1998 року. З 2009 по 2011 рік обіймав пост голови ХСС в німецькому парламенті.
- Ґідо Вестервелле — німецький політик, 15-й віце-канцлер ФРН (2009 — 2011), міністр закордонних справ (2009 — 2013). З 2001 по 2011 рік — голова Вільної демократичної партії. У 2006 році очолював фракцію Вільної демократичної партії в бундестазі.
- Бернд Луке — німецький політик; вчений-економіст, професор макроекономіки. Депутат Європарламенту (з 2014), колишній член, співзасновник і голова партії Альтернатива для Німеччини, колишній член ХДС.
- Карен Вебб — німецька телеведуча.
- Олівер Біргофф — німецький футболіст, нападник. По завершенні ігрової кар'єри — спортивний функціонер.
- Марко Боде — німецький футболіст, нападник, лівий захисник. Гравець національної збірної Німеччини.
- Бетті Гайдлер — німецька легкоатлетка, олімпійська медалістка.
- Олівер Кан — німецький футболіст, воротар. Гравець національної збірної Німеччини.
- Крістоф Метцельдер — німецький футболіст, захисник. Гравець національної збірної Німеччини.
- Андреа Петкович — німецька тенісистка сербського-боснійського походження.
- Ларс Ріккен — німецький футболіст, півзахисник. Гравець національної збірної Німеччини.
- Аксель Тайхманн — німецький лижник, призер олімпійських ігор, чемпіон світу.
- Франц Шимер — австрійський футболіст, захисник. Гравець національної збірної Австрії.
- Даніель Швааб — німецький футболіст, захисник. Гравець національної збірної Німеччини.

## Університети партнери
- Санкт-Петербурзький державний університет економіки та фінансів (Санкт-Петербург)
- Університет Андраші (Будапешт)
- Інститут аналітичних наук Лейбніца (Дортмунд)
- Лейденський університет (Лейден)
- Печський університет (Печ)
- Університет Париж XII Валь-де-Марн (Кретей)
- Університет Ібероамерика (Мехіко)
- Магдебурзький університет імені Отто фон Ґеріке (Магдебург)
- Університет Кобленц-Ландау (Ландау та Кобленц)
- Університет Тілбурга (Тілбург)